# تريسي وايت
تريسي وايت (بالإنجليزية: Tracy White)‏ هو لاعب كرة قدم أمريكية أمريكي، ولد في 14 أبريل 1981 في تشارلستون في الولايات المتحدة.

## وصلات خارجية
- تريسي وايت على موقع مرجع كرة القدم المحترفة.كوم (الإنجليزية)